# Sabiha Gökçen nemzetközi repülőtér
A Sabiha Gökçen nemzetközi repülőtér (IATA: SAW, ICAO: LTFJ) Isztambul második nemzetközi repülőtere, mely a város ázsiai oldalán, Pendik kerületben található. Évente 3 millió nemzetközi és fél millió belföldi utast szolgál ki. 2008 nyarán megkezdődtek a repülőtér termináljának bővítési munkálatai, így a beruházás befejeztével az utasforgalom akár évi 10 millió főre is növekedhet.
A Sabiha Gökçen repülőteret használja többek között az easyJet, a Germanwings, és számos kisebb repülőtársaság, de a Turkish Airlines is indít innen járatokat.

## Szerkezete
A tesztek szerint a repülőtér épülete 8-as erősségű földrengésnek is ellenáll (az 1999-es, 7,4-es erősségű Kocaeli földrengésnek 17 000 áldozata volt). Ezt annak köszönheti, hogy 300 db (3 és 20 cm közötti hosszúságú) gumi és acél anyagokból álló cölöpökön áll az épület, ennek következtében földrengéskor vízszintes kilengésekre képes, anélkül, hogy maga az építmény összeomlana.

## Légitársaságok és úticélok
2023-ban a Sabiha Gökçen nemzetközi repülőtérről az alábbi járatok indulnak:

### Személy
A következő légitársaságok üzemeltetnek rendszeres menetrend szerinti és charterjáratokat Sabiha Gökçen nemzetközi repülőtérről:
| Légitársaság        | Célállomások |
| ------------------- | --- |
| Air Arabia          | Abu Dhabi, Casablanca, Sharjah, Tangier |
| AnadoluJet          | Adana, Amszterdam, Ankara, Antalya, Baghdad, Bahrain, Baku, Barcelona, Basel/Mulhouse, Bergamo, Berlin, Bodrum, Brüsszel, Köln/Bonn, Copenhagen, Budapest, Dalaman, Dammam, Denizli, Diyarbakır, Dubai–International, Düsseldorf, Edremit, Erbil, Ercan, Erzincan, Erzurum, Frankfurt, Gaziantep, Hamburg, Hannover, Hatay, Iğdır, İzmir, Jeddah, Kars, Kayseri, Kuwait City, London–Stansted, Lyon, Malatya, Mardin, Medina, München, Nevşehir, Ordu/Giresun, Párizs-Charles de Gaulle repülőtér, Pristina, Riyadh, Rize/Artvin, Róma–Fiumicino, Samsun, Şanlıurfa, Sarajevo, Sharjah, Shymkent, Sivas, Stuttgart, Tbilisi, Tehran–Imam Khomeini, Tel Aviv, Tokat, Trabzon, Urmia, Van, Bécs, Zürich |
| Azerbaijan Airlines | Baku |
| Batik Air Malaysia  | Kuala Lumpur–International (kezdődik 2024 február 10-től) |
| British Airways     | London–Heathrow |
| FlyArystan          | Turkistan |
| Fly Baghdad         | Baghdad |
| flydubai            | Dubai–International |
| flynas              | Gassim, Jeddah, Riyadh, Dammam |
| Iraqi Airways       | Baghdad |
| Jazeera Airways     | Kuwait City |
| Kuwait Airways      | Kuwait City |
| Nile Air            | Cairo |
| Pegasus Airlines    | Abu Dhabi, Adana, Adıyaman, Almaty, Amasya/Merzifon, Amman–Queen Alia, Amszterdam, Ankara, Antalya, Astana, Athens, Baghdad, Bahrain, Baku, Barcelona, Basel/Mulhouse, Basra, Batman, Batumi, Beirut, Belgrád, Bergamo, Berlin, Birmingham (kezdődik2023 december 21-től), Bishkek, Bodrum, Bologna, Bukarest–Otopeni, Budapest, Casablanca, Charleroi, Köln/Bonn, Copenhagen, Dalaman, Dammam, Denizli, Diyarbakır, Doha, Dubai–International, Düsseldorf, Edremit, Eindhoven, Elazığ, Erbil, Ercan, Erzincan, Erzurum, Frankfurt, Ganja, Gaziantep, Gazipaşa/Alanya, Genf, Grozny, Hamburg, Hannover, Hatay, Helsinki, Hurghada, Iğdır, İzmir, Jeddah, Kahramanmaraş, Karachi, Kars, Kastamonu, Kayseri, Konya, Krasnodar, Kuwait City, London–Stansted, Lyon, Madrid, Malatya, Manchester, Mardin, Marseille, Medina, München, Muş, Muscat, Nizza, Nuremberg, Ordu/Giresun, Osh, Oslo, Párizs-Charles de Gaulle repülőtér, Podgorica, Prága, Pristina, Ras Al Khaimah, Riyadh, Rize/Artvin, Róma–Fiumicino, Rotterdam/The Hague, Samsun, Şanlıurfa, Sarajevo, Sharjah, Sharm El Sheikh, Shymkent, Sivas, Skopje, Saint Petersburg, Stockholm–Arlanda, Stuttgart, Sulaimaniyah, Tabriz, Tbilisi, Tehran–Imam Khomeini, Tel Aviv, Tirana, Trabzon, Van, Venice, Bécs, Yerevan, Zürich Szezonális: Mytilene, Plovdiv, Rhodes |
| Qatar Airways       | Doha |
| Royal Air Maroc     | Casablanca |
| SalamAir            | Muscat |

### Cargo
| Légitársaság    | Célállomások                                      |
| --------------- | ------------------------------------------------- |
| Cargolux        | Luxembourg                                        |
| Ethiopian Cargo | Addis Ababa                                       |
| MNG Airlines    | Leipzig/Halle, Párizs-Charles de Gaulle repülőtér |

## Futópályák
A repülőtér futópályái:
- 6/24 (3000 m, 45 m, beton)

## Forgalom
Az utasforgalom az elmúlt években az alábbi módon változott:
| Utasok száma | 157 172 | 1 019 746 | 3 720 495 | 6 517 486 | 13 124 670 | 23 494 646 | 29 667 853 | 34 133 617 | 16 951 190 | 30 769 728 |
|              | 2003    | 2005      | 2007      | 2009      | 2011       | 2014       | 2016       | 2018       | 2020       | 2022       |